# Hajuma Tanaka
Hajuma Tanaka (japonsko 田中 隼磨), japonski nogometaš, * 31. julij 1982.
Za japonsko reprezentanco je odigral eno uradno tekmo.